# Algemene verkiezingen in Liberia (1853)

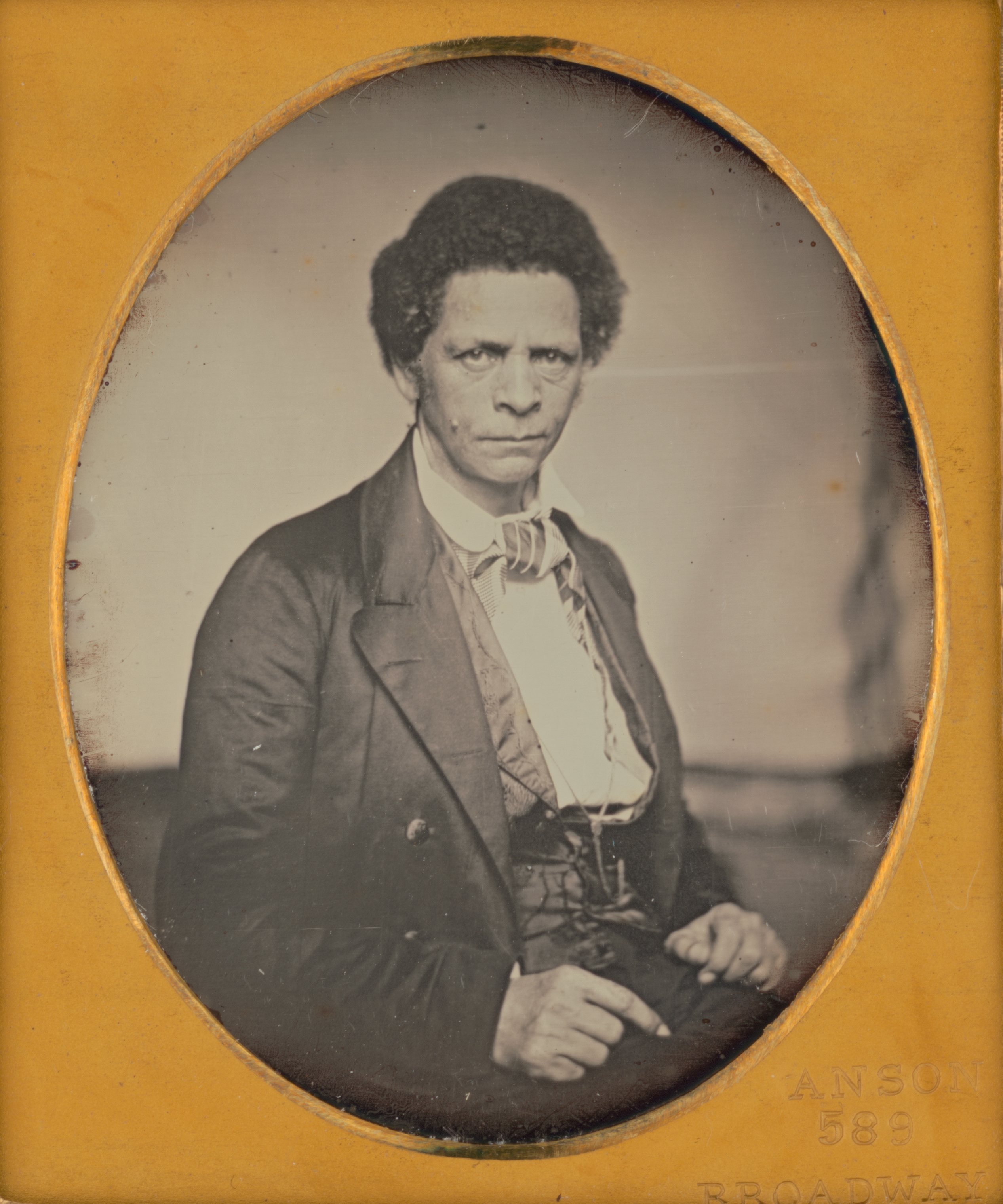
President Joseph Jenkins Roberts.

De algemene verkiezingen in Liberia van 1853 werden in mei van dat jaar gehouden en werden gewonnen door zittend president Joseph Jenkins Roberts van de Republican Party. De oppositie, gevormd door de Whig Party, voerde bitter campagne tegen de herverkiezingen van Roberts en beschuldigden en de regering ervan de belangen van de mulatten voorop te stellen en de belangen van de zwarten te verwaarlozen. Exacte data, zoals opkomstcijfers, stemverdeling en percentages ontbreken.